# Dinocephalus haafi
Dinocephalus haafi là một loài bọ cánh cứng trong họ Cerambycidae.